# Младен Бартолович
Младен Бартолович (босн. Mladen Bartolović, нар. 10 квітня 1977, Завидовичі, СФР Югославія) — боснійський футболіст та тренер, виступав на позиції флангового півзахисника та нападника. Більшу частину своєї кар'єри провів у Хорватії, але виступав у збірній Боснії і Герцеговини.

## Кар'єра гравця

### Початок кар'єри
Народився в Завідовичах, спочатку захоплювався баскетболом, але у віці 15 років зробив свій вибір на користь футболу, оскільки під час Боснійської війни жоден баскетбольний клуб країни не функціонував. Дорослу футбольну кар'єру розпочав у клубі «Сегеста», а в 1998 році перейшов до «Цибалії», у футболці якої відіграв один сезон. Після цього на правах оренди перейшов до «Саарбрюкена», який виступав у Другій Бундеслізі, де Младен швидко став улюленцем фанів. Того сезону відіграв 33 матчі та відзначився 6-ма голами.

### «Динамо» та «Загреб»
Після короткого періоду виступів у Німеччині Бартолович повертається до Винковичів, де разом з командою досягає непоганих результатів, а в 2003 році поповнив ряди гранда хорватського футболу, загребського «Динамо». У цей період він також роздумував і над можливістю виступів у збірній Хорватії, яку тренував Блаж Слижкович. Проте в цьому йому перешкодила велика кількість травм, яку отримав гравець, через що так і не зміг пробитися до стартових 11-ти. А по завершенні зезону залишив команду та перейшов до принципового столичного суперника «динамівців», «Загреб».
Вже в першому ж сезоні свого перебування в «Загребі» продемонстрував усі якості якими володів і був визнаний найкращим гравцем сезону 2004/05 років. Особливо відзначався в поєдинках проти загребського «Динамо», в яких завдяки його діям «динамівці» постійно втрачали очки. Наступний сезон він провів набагато слабше, відзначився лише 3-ма голами, а його команда завершила чемпіонат на дні турнірної таблиці.

### «Хайдук»
Однак йому вдалося перейти до «Хайдука», де Младену знадобилося лише 5 хвилин, щоб відзначитися першим голом. Зробив це гравець у товариському поєдинку проти «Юнака» зі Сіня. Дебютував у національному чемпіонаті 29 серпня 2006 року в поєдинку проти Меджимур'я. Той матч розпочав у стартовому складі. Варто відзначити, що «Хайдук» у тому поєдинку переміг з рахунком 2:0, а голами в ньому відзначилися Єлавич та Бушич, який по ходу поєдинку замінив Никицу. До завершення першої половини зезону відзначився 7-ма голами та 7-ма гольовими передачами, завдяки чому отримав титул найкориснішого гравця у тій частині сезону, другу частину сезону також провів не гірше, ніж першу.
Протягом сезону основними гравцями в атаці були молоді Калинич та Рукавина, а Бартоловича в основному використовували під ними, на позиції атакувального півзахисника, а не в нападі, через що Младен відзначався в середньому менше ніж одним голом за гру. Через невисоку результативність Бартолович поступово починав втрачати місце в основному складі. Проте гравець відіграв ще один сезон за сплітську команду, в якому часто залишався на лаві для запасних, але в той же час й іноді потрапляв до стартового складу. У 14 матчах він відзначився 1 голом, цього вияилося недостатньо для того, щоб за 6 місяців до завершення контракту з «Хайдуком» йому запропонували нову угоду. Наприкінці сезону залишає «Хайдук» та переїздить до Ірану, де підписує контракт з місцевим «Фуладом». У складі новачка іранської Про-ліги швидко став гравцем стартового складу, проте як і в останньому сезоні свого перебування в «Хайдуку» також не вражав своєю результативністю, у 27-ми зіграних матчах відзначився лише 1 голом.

### Поврнення в «Цибалію»
У сезоні 2010/11 років Младен повертається до команди, в складі якої він зіграв найбільше матчів, до «Цибалії». Протягом наступних 5 років провів у футболці команди 114 матчів та відзначився 25-ма голами. Загалом, у складі «Цибалії» зіграв 255 офіційних матчах та відзначився 58-ма голами, завдяки чому став найкращим бомбардиром команди у вищому дивізіоні хорватського чемпіонату та третім у списку гравців, які зіграли найбільшу кількість матчів у футболці команди з Винковичів. У вищому дивізіоні чемпіонату Хорватії відзначився 78-ма голами, завдяки чому зайняв 10-те місце в списку найкращих бомбардирів чемпіонату.
У січні 2015 року Бартолович вирішив завершити кар'єру футболіста.

## Кар'єра тренера
Після завершення кар'єри гравця розпочав займатися тренерською діяльністю. Спочатку був тренером молодіжних команд «Цибалії», а потім помічником головного тренера Дамира Милиновича в першій команді. Першим досвідом у самостійній тренерській роботі для Младена стала посада головного тренера скромного хорватського клубу «Бедем» з Іванкова.
27 березня 2017 року став головним тренером «Цибалії».

## Статистика

### Клубна
| Клубні виступи   | Клубні виступи   | Клубні виступи   | Ліга  | Ліга | Кубок       | Кубок       | Континентальні | Континентальні | Загалом | Загалом |
| Сезон            | Клуб             | Ліга             | Матчі | Голи | Матчі       | Голи        | Матчі          | Голи           | Матчі   | Голи    |
| Німеччина        | Німеччина        | Німеччина        | Ліга  | Ліга | Кубок       | Кубок       | Європа         | Європа         | Загалом | Загалом |
| ---------------- | ---------------- | ---------------- | ----- | ---- | ----------- | ----------- | -------------- | -------------- | ------- | ------- |
| 2000–01          | «Саарбрюкен»     | Друга Бундесліга | 33    | 6    | 1           | 0           | -              | -              | 34      | 6       |
| Загалом          | Німеччина        | Німеччина        | 33    | 6    | 1           | 0           | 0              | 0              | 34      | 6       |
| Іран             | Іран             | Іран             | Ліга  | Ліга | Кубок Хазфі | Кубок Хазфі | Азія           | Азія           | Загалом | Загалом |
| 2009–10          | «Фулад»          | Про-ліга         | 27    | 1    | 1           | 0           | -              | -              | 28      | 1       |
| Загалом          | Іран             | Іран             | 27    | 1    | 1           | 0           | 0              | 0              | 28      | 1       |
| Усього в кар'єрі | Усього в кар'єрі | Усього в кар'єрі | 60    | 7    | 2           | 0           | 0              | 0              | 62      | 7       |

### Голи за збірну
| #  | Дата           | Місце                         | Суперник | Рахунок | Результат | Змагання               |
| -- | -------------- | ----------------------------- | -------- | ------- | --------- | ---------------------- |
| 1. | 2 вересня 2006 | Національний стадіон, Та-Калі | Мальта   | 3–1     | 5–2       | кваліфікація Євро-2008 |